# Гай Леканий Бас
Вижте пояснителната страница за други личности с името Гай Леканий Бас.
Гай Леканий Бас (на латински: Gaius Laecanius Bassus) e политик и сенатор на ранната Римска империя.

## Биография
Фамилията Лекании произлиза от Пола в Истрия.
През 32 г. Гай Бас е претор (praetor urbanus factus). На 13 януари 40 г. става суфектконсул заедно с Квинт Теренций Кулеон след консулата на Гай Цезар Калигула Германик (без колега).

## Деца
- Гай Леканий Бас (консул 64 г.)[2]